# SS특무부대

SS특무부대(독일어: SS-Verfügungstruppe)는 나치 친위대의 한 분과로 무장친위대의 전신이다. 여러 나치 조직과 우익 준군사 조직이 통합되어 1934년에 창설되었다. 북부 독일에서 "게르마니아" SS연대가, 남부 독일에서 "도이칠란트" SS연대 등 2개 연대가 편성되었다. 베를린-브란데부르크에서 라이프슈탄다르테 아돌프 히틀러가 합류했다. SS특무부대는 국방군이 아닌 친위대의 독자적인 무장 조직으로 그리고 나치당의 일부로 인식되었다.
"도이칠란트"와 "라이프슈탄다르테", 두 SS연대는 1936년에 벌어진 라인란트 점령에 참가했으며, 1938년 3월 오스트리아 병합 당시에도 점령군으로 참가했다. 이어서 오스트리아인으로 편성된 "데어 퓌러(총통)" 연대가 편성되었다. 1938년 말 SS 전투 부대는 국방군 지휘 아래 들어가게 되었고, 동년 10월 10일에는 파울 하우서 SS소장 지휘 아래 SS특무사단(SS-Verfügungsdivision)으로 통합되었다.
하우서 지휘 아래 SS특무부대는 강력하고도 숙련된 전투 부대로 거듭났으며, 1938년에는 주데텐란트 침공에, 1939년에는 폴란드 침공에 참가했다. SS특무부대는 단일 사단으로 조직되기 전까지는 여러 육군 부대에 연대 이하 단위로 분산 배속되어 전투를 치렀다. 1940년 프랑스 침공 후 SS 전투 사단에 "라이히"(제국)라는 명칭이 수여되었다. 같은 시기 "라이히" 사단과 테오도어 아이케의 토텐코프 SS연대를 포함한 다른 SS특무부대들은 새롭게 조직된 무장친위대로 소속이 변경되었고, 이 시기부터 무장친위대라 불리게 되었다.
사단은 러시아 침공 작전인 "바르바로사 작전"이 개시된 후 최종 명칭인 "다스 라이히"를 수여받았다.
1938년 6월 SS특무부대 소속 부대 현황
- 1 SS연대 도이칠란트 펠릭스 슈타이너 SS대령 (뮌헨에서 편성)
- 2 SS연대 게르마니아 카를-마리아 뎀멜후버 SS대령 (함부르크에서 편성)
- 3 SS연대 데어 퓌러 게오르그 케플러 SS상급대령 (빈에서 편성)